# 貝希夫 (利維夫州)
50°23′15″N 24°31′10″E / 50.38750°N 24.51944°E
贝希夫（烏克蘭語：Бишів），是烏克蘭西部的村莊，隸屬利維夫州舍普季茨基區的拉代希夫市镇。該村始建於1408年，面積1.76平方公里，海拔高度212米，2001年人口860，人口密度每平方公里488.64人。	